# Joseph Hans Bunzel
Joseph Hans Bunzel (geboren am 20. September 1907 in Graz, Österreich-Ungarn; gestorben am 14. Januar 1975 in Buffalo) war ein US-amerikanischer Sozialwissenschaftler und Schriftsteller österreichischer Herkunft. Er war auf verschiedenen Gebieten der Soziologie aktiv und trug als Forschungsdirektor des New Yorker Mayor’s Advisory Committee for the Aged und Hochschullehrer zum Aufbau der Gerontologie in den USA bei. Heute ist sein Name vor allem mit seinem Konzept der Gerontophobie verbunden.

## Herkunft und Leben
Joseph Hans Bunzel entstammte einer bildungsbürgerlichen, jüdischen Familie. Sein Vater war der deutschliberale Finanzbeamte und Jurist Julius Bunzel (1873–1942), der eine bedeutende Rolle in der 1908 gegründeten Soziologischen Gesellschaft in Graz spielte und zusammen mit Joseph Schumpeter, Hugo Spitzer und Ferdinand Tönnies die von ihm initiierte Schriftenreihe Zeitfragen aus dem Gebiete der Soziologie herausgab. Seine Mutter Laura Bunzel (geb. Wallerstein, 1876–1950/62),[i] wie ihr Mann in Prag geboren, hatte Musik, Geige und Klavier studiert und war als Opernsängerin unter dem Künstlernamen Lotte Westen aufgetreten. Nach der Heirat mit Julius Bunzel und der Geburt ihrer Kinder Joseph 1907 und Gerda 1912 hatte sie sich von der Bühne zurückgezogen und arbeitete nach dem Ersten Weltkrieg als Musikpädagogin.
Von 1926 bis 1928 besuchte Joseph Bunzel die Universität in Dijon, von 1931 bis 1932 studierte er Psychologie an der Pariser Sorbonne. Nach seiner Promotion zum Dr. jur. an der Universität Wien im Jahr 1932 arbeitete er bei einer Versicherungsgesellschaft. Neben seiner beruflichen Tätigkeit schrieb er Gedichte, spielte Schach im SC Hakoah und übernahm Öffentlichkeitsarbeit für die Israelitische Kultusgemeinde. Im Jahr 1938 heiratete er die Tänzerin und Choreographin Gertrude Godwyn Goldschmied (1910–1986) aus Wien. Als sich zu Beginn des Jahres 1938 der bevorstehende Anschluss Österreichs an das nationalsozialistische Deutschland abzeichnete, bereitete Bunzel sich auf eine Emigration nach Frankreich vor. Sein Bekannter Hermann Broch gab ihm in einem Brief vom 10. März folgenden Rat:

„Es mag sein, daß Sie ein besserer französischer als ein deutscher Schriftsteller sein könnten, weil die Geilheit der deutschen Sprache allen Ihren Untugenden zuhilfe kommt, während Ihnen die französische wahrscheinlicherweise Zucht und Sitte verliehe, aber vorderhand können Sie noch nicht genug Französisch […] Und da komme ich auf meinen ersten Eindruck zurück, den ich von Ihnen hatte: Sie gehören in ein bewegtes Leben, und dieses bedeutet im Künstlerischen Regie, im Ethischen aber Politik, u. z. jüdische Politik. Das Dichten kann und soll für Sie stets sekundär bleiben.“

Zwei Tage später marschierte die Wehrmacht in Österreich ein. Kurz darauf wurde Bunzels Ehefrau, die am Lutway-Patonay-Konservatorium unterrichtete, zusammen mit allen anderen jüdischen Lehrern und Schülern entlassen. Das Paar musste vor der antisemitischen Verfolgung aus Österreich fliehen und gelangte im Herbst des Jahres nach Frankreich, wo es Bunzel dank seiner Sprachfertigkeiten alsbald gelang eine Anstellung bei einer Pariser Zeitung zu finden. Vor der anschließenden Invasion Frankreichs durch die Deutschen emigrierten die beiden weiter in die USA.[ii] Dort traf er Hermann Broch wieder, für den Bunzel zeitweise Sekretärsarbeiten übernahm und der ihm zu einem weiteren Studium der Soziologie verhalf, das Bunzel 1940 an der Johns Hopkins University aufnahm. Zusammen mit seiner Frau arbeitete er als Haushälter in einem Verbindungshaus, bis er auch die englische Sprache ausreichend beherrschte, um eine Stelle in einer Sozialeinrichtung antreten zu können.
Von Amerika aus bemühte sich Bunzel, seiner in Wien festsitzenden Familie eine Gelegenheit zur Ausreise aus dem nationalsozialistischen Herrschaftsbereich zu verschaffen, um sie vor der Schoah zu bewahren. Hierzu wandte er sich auch mehrfach an den mit der Familie befreundeten Schumpeter, welcher schon 1932 in die USA ausgewandert war und sich bereits im Falle mehrerer in Deutschland von ihren Positionen vertriebener Akademiker dafür eingesetzt hatte, dass sie Stellen an amerikanischen Universitäten erhielten. Nachdem Bunzel im März 1941 Schumpeter erneut um – auch finanzielle – Hilfe ersucht hatte, da er nach Telegrammen seines Vaters darum fürchtete, dass seine Eltern sonst bald „nach Polen (ge)schickt“ würden („Sie [Schumpeter; C.F.] wissen natürlich was Polen für meine Mutter und meinen Vater bedeutet.“), entschuldigte sich sein Vater noch im Juli 1941 schriftlich bei Schumpeter für seinen Sohn, dass dieser ihn „anbettel(te)“ und gab an, an der Ausreise weniger wegen des Geldes als aufgrund der tschechischen Immigrationsquote gehindert zu sein. In diesem letzten Brief an Schumpeter schrieb Julius Bunzel mit Blick auf seinen Sohn:

„Ich habe uns auch längst auf conto dubioso geschrieben und bin nur neugierig, wann und wie wir gänzlich werden abgebucht werden. In dem grossen Weltgeschehen ist das ja reichlich unwichtig und interessiert eben nur meinen Buben, was ich ihm leider – trotz aller Mühen – nicht ausreden kann. […] [Er spickt] seine Arbeiten mit Fussnoten, die mir immer ein Gräuel waren […] ich hoffe, dass der Bub […] die weisen Lehren von Wieser befolgt, der mir einmal sagte: Nehmen sie die ganze Literatur und lesen Sie sie nicht“

Im Jahr darauf starb Joseph Bunzels Vater unter ungeklärten Umständen in Wien. Mutter und Schwester waren von den Nationalsozialisten in das KZ Theresienstadt deportiert worden. Während seine Schwester das KZ nicht überlebte,[iii] soll seine Mutter nach Kriegsende noch in die USA gekommen und erst 1950 bzw.[i] 1962 in Wien verstorben sein. Joseph und Gertrude Bunzel selbst erhielten im Jahre 1945 die Staatsbürgerschaft der Vereinigten Staaten und verbrachten dort ihr weiteres Leben. Das Paar hatte keine Kinder.

## Akademischer Werdegang
Zunächst leitete Bunzel 1941–42 eine Studie über das Bildungswesen im westlichen North Carolina. Nach eigener Aussage wurde er hierfür ausgewählt, weil er nichts über die Südstaaten wisse und als unvoreingenommen angesehen würde. 1942–43 war Bunzel Inspekteur für Gesundheitswesen in Baltimore, anschließend bis 1946 Forschungsassistent und Supervisor der Housing Association in Pittsburgh – eine Stelle, die er erneut von 1951 bis 1953/54[iv] innehatte, nachdem er 1946/47 Associate Professor für Soziologie an der Fisk University für Afroamerikaner, 1947/48 Special Lecturer für Deutsch und Politikwissenschaften am Washington & Jefferson College und 1949 Lecturer an der University of Chicago gewesen war. Als Forschungsdirektor des Mayor’s Advisory Committee for the Aged von New York City widmete er sich von 1951 bis 1953 erstmals professionell der Lage älterer Menschen. Von 1953 bis 1956 wirkte er an der Columbia University School of Social Work. Nachdem seine Frau bereits im Jahr zuvor an das Richmond Professional Institute gewechselt war, ging auch er 1956 als Associate Professor für Sozialforschung an dessen School of Social Work und blieb dort wie sie bis 1961. Sein Vorhaben, im Rahmen des Fulbright-Programms für das Studienjahr 1958/59 als Gastprofessor für Soziologie an die Universität Wien zurückzukehren, war trotz Unterstützung durch das österreichische Bundesministerium nicht erfolgreich; das auf amerikanischer Seite zuständige Auswahlgremium entsandte nur ungern naturalisierte Staatsbürger in ihr Herkunftsland. Anschließend war er bis 1964 Professor für Sozialwissenschaft an der Virginia Union University, danach Associate Professor für Soziologie an der University of North Dakota. Nach einer Tätigkeit als Research Consultant in der geriatrischen Abteilung des State Hospital in Fergus Falls im Sommer 1965 hatte er nochmal eine Stelle als Associate Professor an der Saint John’s University in Collegeville (Minnesota), bis er schließlich im Jahre 1967 zum Professor für Soziologie am State University of New York College at Buffalo berufen wurde.

## Werk
Bunzels Beiträge zur Wissenschaft sind zahlreich und vielfältig. Zu seiner Zeit in Wien war er beruflich mit der Versicherungswirtschaft befasst und veröffentlichte auch Fachartikel hierzu, darüber hinaus zu Drogen- und Gewaltkriminalität sowie Prostitution. Nach seiner Emigration nach Amerika war er oft mit raum- und stadtsoziologischen Fragestellungen befasst, leistete sowohl Beiträge zu Mountain Life and Work (einem Periodikum, das sich den Interessen der Bergarbeiter in den Appalachen widmete) als auch zu zahlreichen Aspekten urbanen Lebens, von öffentlichem Wohnungsbau bis hin zum Umgang mit Rattenplagen. Nachdem er sich mit Medizinsoziologie, Produktionsökonomie sowie statistischen Methoden befasst hatte, widmete er sich in seiner Zeit als Forschungsdirektor des Mayor’s Advisory Committee for the Aged der Situation in Altenheimen, den Motivationen und Einstellungen von Rentnern sowie dem Thema Gebrechlichkeit. Er studierte Pflegeheime in Virginia ebenso wie Jugendkriminalität, Alkoholismus und andere sozialpolitisch brisante Fragen. Daneben beschäftigte er sich wiederholt mit Kunst aus soziologischer Perspektive, etwa mit dem Theater als gesellschaftlicher Institution und Instrument sozialer Kontrolle. Bisweilen arbeitete er dabei mit seiner Frau zusammen, die als Tanzpädagogin Pionierarbeit auf dem Gebiet der Tanztherapie leistete.
Über konkrete Forschungsvorhaben hinaus bemühte er sich um die Weiterentwicklung sozialwissenschaftlicher Strukturen. Er entwickelte ein Modell für ein „soziologisches Laboratorium“, das verschiedene soziale, medizinische sowie Bildungs- und Forschungseinrichtungen einer Region zum Informationsaustausch integrieren sollte, und baute ein solches in Asheville auf. Als Hochschullehrer führte er an der Fisk University Wohnungswesen in den Lehrplan ein, an der Virginia Union University und am Buffalo State College etablierte er Veranstaltungen zur sozialen Gerontologie.
Bei alledem verstand er sich nicht allein als neutraler Wissenschaftler, sondern auch als sozialer Aktivist. Für die Anti-Defamation League entwickelte er auf Grundlage des Morenoschen Psycho- und Soziodramas eine aufklärerische Fernsehserie – Understanding Ourselves And Our Neighbors – zum Thema Vorurteile, die in vier Teilen 1957/58 in Richmond (Virginia) ausgestrahlt wurde:

“The author felt, and still feels deeply that the struggle for the improvement of the status of the Negro in the South of the United States is but a direct continuation of the fight against fascism whenever, wherever and in whatever form it may appear.”

„Der Verfasser [Bunzel] war und ist zutiefst davon überzeugt, dass der Kampf für die Verbesserung der Lage des Negers im Süden der Vereinigten Staaten nichts anderes ist als eine direkte Fortsetzung des Kampfes gegen den Faschismus wann, wo und in welcher Form auch immer er in Erscheinung treten mag.“

Auch die Lebenslage alter Menschen in der amerikanischen Gesellschaft wollte er nicht lediglich erforschen, sondern verbessern. Auf die von ihm als Forschungsdirektor erarbeitete Empfehlung des Mayor’s Advisory Committee for the Aged hin richtete das Community Council of Greater New York in den 1960er Jahren das Citizen’s Committee on Aging ein, welches in der Folge einflussreich in sozial- und gesundheitspolitischen Belangen älterer Menschen wurde. Als er im Zuge legislativer Anhörungen 1969 als Soziologieprofessor vor das Committee on Ways and Means geladen war, stellte er nicht lediglich Forschungsergebnisse dar, sondern kritisierte die Sozialpolitik als völlig unzureichend und trat für umfangreiche Maßnahmen zur Verbesserung der materiellen Lage Älterer ein. Seine Forderungen wurden von Robert J. Myers kritisiert, der vor Finanzierungsproblemen im Rentenversicherungssystem infolge von derartigem „Expansionismus“ warnte. In diesem Zusammenhang entwickelte Bunzel auch sein Konzept der Gerontophobie als Massenneurose, womit er einen ursprünglich 1967 von Alex Comfort eingeführten Begriff für die Ablehnung älterer Menschen aufgrund irrationaler Ängste radikalisierte. Mit dieser Idee, der er in den letzten Jahren seines Schaffens große Aufmerksamkeit schenkte und die als seine bedeutendste und originellste gilt, stellte er sich außerhalb des – von ihm so bezeichneten – „gerontologischen Establishments“, dem er Engstirnigkeit, Szientismus und „pseudowissenschaftliche Exaktheit“ vorwarf.

“I want to see recognition of things as they are. There is so much hypocrisy—that is the greatest trouble of all. We pretend we have a democracy and we don’t. We pretend we care for the old, but (in the United States) we don’t have a medicare program worth a damn.”

„Ich will, dass die Dinge als das erkannt werden, was sie sind. Es gibt so viel Heuchelei – das ist das größte Problem von allen. Wir geben vor, wir hätten eine Demokratie, und haben doch keine. Wir tun so, als kümmerten wir uns um die Alten, aber wir haben (in den Vereinigten Staaten) kein Medicare-Programm, das auch nur einen Pfifferling wert ist.“

Neben seiner wissenschaftlichen Arbeit betätigte sich Bunzel zeit seines Lebens als Schriftsteller. Im Jahr 1932 erhielt er das Ehrenzeichen der Deutschen Schriftsteller-Union. 1934 erschien sein Gedichtband Der Liebe Zauberbogen in Wien. Auch in Amerika veröffentlichte er weiterhin schöngeistige Literatur, zum Teil zweisprachig wie im Falle des Gedichts Da-Sein / Existence von 1964. Am bekanntesten zu dieser Zeit war sein antifaschistisches Drama The Ship, an dem er bereits kurz nach seiner Emigration zu arbeiten begonnen hatte und das 1966 schließlich zur Aufführung kam.

## Veröffentlichungen
Von Bunzel stammen etwa hundert Fachpublikationen, von denen hier nur eine Auswahl wiedergegeben wird.
Für die Pittsburgh Housing Association:
- Housing in Wartime Pittsburgh 1943–1945 (1945)
- Legal Control of Housing Standards (1945)
- Negro Housing Needs in Pittsburgh and Allegheny County (1946)

Für das Mayor’s Advisory Committee for the Aged:
- Our Senior Citizens, drei Bände (1952/53)

Einzelpublikationen:
- The Sociological Laboratory: a note on a program of action. In: American Sociological Review, 1943, Band 8, Nr. 4, S. 472–475 (Online zugänglich auf JSTOR).
- The Stealing Steps. Vorgestellt bei der Tagung der Midwest Sociological Society, April 1965. Nachgedruckt in: U. S. Congress, House of Representatives: Hearings before the Committee on Ways and Means. Ninety-first Congress. First session on the subject of social security and welfare proposals. Part 7/7 (November 13, 1969). U. S. Government Printing Office, Washington 1970, S. 2706–2730 (Online auf Google Books).
- Subliminal liberalism - A report from the firing-line. In: Revista Internacional de Sociología, 1970, Band 28, Nr. 113, S. 33–51.
- Recognition, Relevance and Deactivation of Gerontophobia: Theoretical Essay. In: Journal of the American Geriatrics Society, 1973, Band 21, Nr. 2, S. 77–80, doi:10.1111/j.1532-5415.1973.tb01222.x